# Онтология
Онтология (от гръцки: ὄντος, ontos, „битие, съществуващо“, и λόγος, logos, „наука, знание“) е философска дисциплина, която се занимава с изследване и разбиране на съществуващото, реалността и битието като цяло. Определението, което Аристотел дава на първата философия в своята „Метафизика“, е: „Знание за биващото като биващо“ (IV 1, 1003а). Онтологията има за предмет както началата на всичко съществуващо, така и основните му принципи и категорийното им изразяване. Античните гърци са разсъждавали върху битието на съществуващото (τὸ ὄν), но самата дума е въведена от ренесансовите философи и започва да се употребява едва в началото на 17 в.
Парменид е един от първите мислители, които директно обсъждат битието, а в едноименния диалог „Парменид“ Платон излага своите онтологически възгледи. Според Мартин Хайдегер осмислянето на въпросите относно битието е било занемарено в течение на векове и самото то е било „забравено“. Съществуването на математическите обекти е проблемът, който и до днес заема важно място в различните разбирания относно съществуващото. Популярност са добили разглежданията относно „онова, което го има“, каквато е формулировката на Уилард Куайн. За екзистенциализма централен проблем е човешкото съществуване и знаковата книга на Жан-Пол Сартър „Битие и нищо“ е с подзаглавие „Опит за феноменологическа онтология“.
В компютърните науки онтология се нарича представянето на света в системата. Въпреки че съществуват и онтологии с общо предназначение (като SYS), широко практикуван подход е да се моделира света според целите на приложението. Така резултатът е по-малка (лесна за създаване) и прицелена (лесна за използване) база данни.
Важни операции при използването на онтологии са:
- Сравняване на онтологии
- Свързване на онтологии
- Интегриране на онтологии